# Condado de Hamilton (Indiana)
El condado de Hamilton (en inglés: Hamilton County), fundado en 1823, es uno de 92 condados del estado estadounidense de Indiana. En el año 2007, el condado tenía una población de 261 661 habitantes y una densidad poblacional de 13 personas por km². La sede del condado es Noblesville. El condado recibe su nombre en honor a Alexander Hamilton. 

## Geografía
Según la Oficina del Censo, el condado tiene un área total de 1414 km², de la cual 1403 km² es tierra y 11 km² (0.77%) es agua.

### Condados adyacentes
- Condado de Tipton (norte)
- Condado de Madison (este)
- Condado de Hancock (sureste)
- Condado de Marion (sur)
- Condado de Boone (oeste)
- condado de Clinton (noroeste)

## Demografía
Según la Oficina del Censo en 2007, los ingresos medios por hogar en el condado eran de $81 297 y los ingresos medios por familia eran $93 900. Los hombres tenían unos ingresos medios de $56 638 frente a los $33 109 para las mujeres. La renta per cápita para el condado era de $56 638. Alrededor del 2.90% de la población estaban por debajo del umbral de pobreza.

## Transporte

### Principales autopistas
- Interestatal 69
- Interestatal 465
- U.S. Route 31
- U.S. Route 421
- Ruta Estatal de Indiana 19
- Ruta Estatal de Indiana 32
- Ruta Estatal de Indiana 37
- Ruta Estatal de Indiana 38
- Ruta Estatal de Indiana 47

## Municipalidades

### Ciudades y pueblos
- Arcadia
- Atlanta
- Carmel
- Cicero
- Fishers
- Noblesville
- Sheridan
- Westfield

### Municipios
El condado de Hamilton está dividido en 9 municipios:
- Adams
- Clay
- Delaware
- Fall Creek
- Jackson
- Noblesville
- Washington
- Wayne
- White River